# Joris Fauconnier
Joris Fauconnier (Aalst, 19 mei 1998) is een Belgisch voormalig basketballer die uitkwam als pointguard.

## Carrière
Fauconnier speelde in de jeugd van Red Dragons Huldenberg en BCT Overijse waarna hij overstapte naar de jeugd van de Leuven Bears. Via het tweede team maakte hij in het seizoen 2016/2017 zijn debuut in het eerste team. Hier zou hij uiteindelijk vast gaan spelen in het seizoen 2020/2021. In het seizoen 2021/22 maakte hij de overstap naar Limburg United, waar hij enkele wedstrijden voor het eerste team zou spelen maar voornamelijk voor het tweede team uitkwam. In september 2022 stopte Fauconnier met topsport en richtte een eigen sportmediabedrijf op.

### Nationale ploeg
Fauconnier was jeugdinternational voor de Belgische nationale ploeg. Hij was ook reservespeler voor de 3×3-ploeg op de Olympische Spelen van 2021 in Tokyo.